# Philbysteinhuhn
Philbysteinhuhn (Alectoris philbyi) oder Philbys Steinhuhn, benannt nach Harry St. John Philby, ist eine Vogelart aus der Familie der Fasanenartigen (Phasianidae), die zur Ordnung der Hühnervögel (Galliformes) gehört.
Es ist eine im Südwesten der arabischen Halbinsel endemische Art. Es lebt auf mit Gras und niedrigem Buschwerk bewachsenen felsigen Berghängen und Schluchten ab einer Höhe von 1.500 Metern. Am häufigsten ist es in Gebirgslagen oberhalb von 2.400 Metern zu beobachten. 
Das Gelege des Philbysteinhuhns besteht aus fünf bis acht Eiern. Die Küken schlüpfen nach einer Brutzeit von 25 bis 26 Tagen. 